# Evangelische Kirche Kirchberg (Lahn)

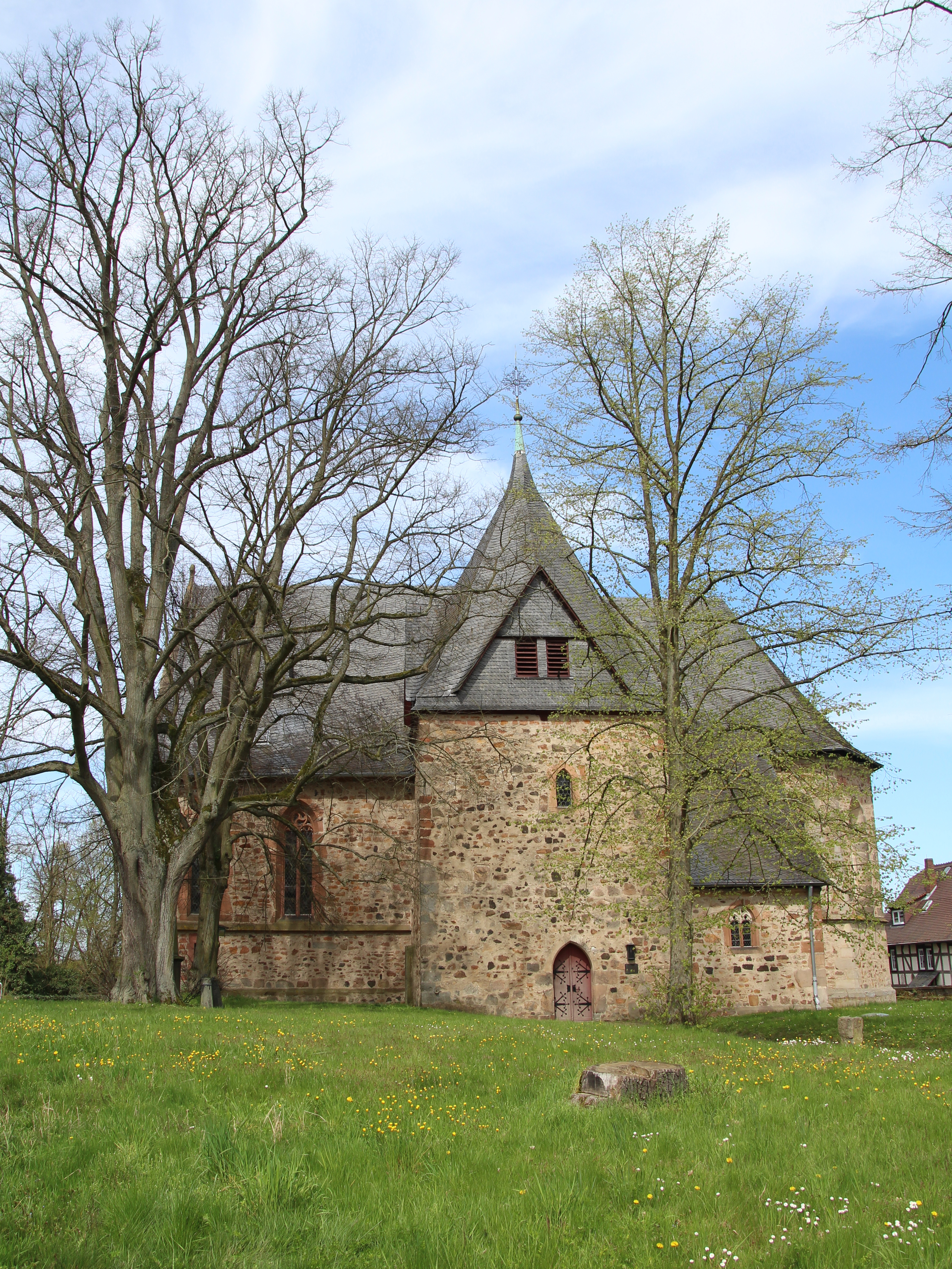
Kirche von Süden

Die Evangelische Kirche in Kirchberg (Lahn) wurde als spätgotische, asymmetrisch zweischiffige Hallenkirche von 1495 bis 1508 erbaut. Dabei fanden Teile eines romanischen Vorgängerbaues Verwendung. Die Kirche spielte als Send- und Pfarrkirche des Kirchspiels Kirchberg im  Mittelalter eine bedeutende Rolle. Neben den drei mittelalterlichen Glocken gehören das spätgotische Kruzifix, drei farbig gefasste Doppelgrabsteine aus der Renaissance und die Rokoko-Orgel von 1777 zu den wertvollsten Ausstattungsstücken. Die Kirche auf dem Kirchberg liegt auf dem Gebiet der Stadt Lollar im Landkreis Gießen und ist hessisches Kulturdenkmal.
Die Kirchengemeinde Kirchberg-Ruttershausen gehört zum Dekanat Gießener Land in der Propstei Oberhessen der Evangelischen Kirche in Hessen und Nassau.

## Geschichte

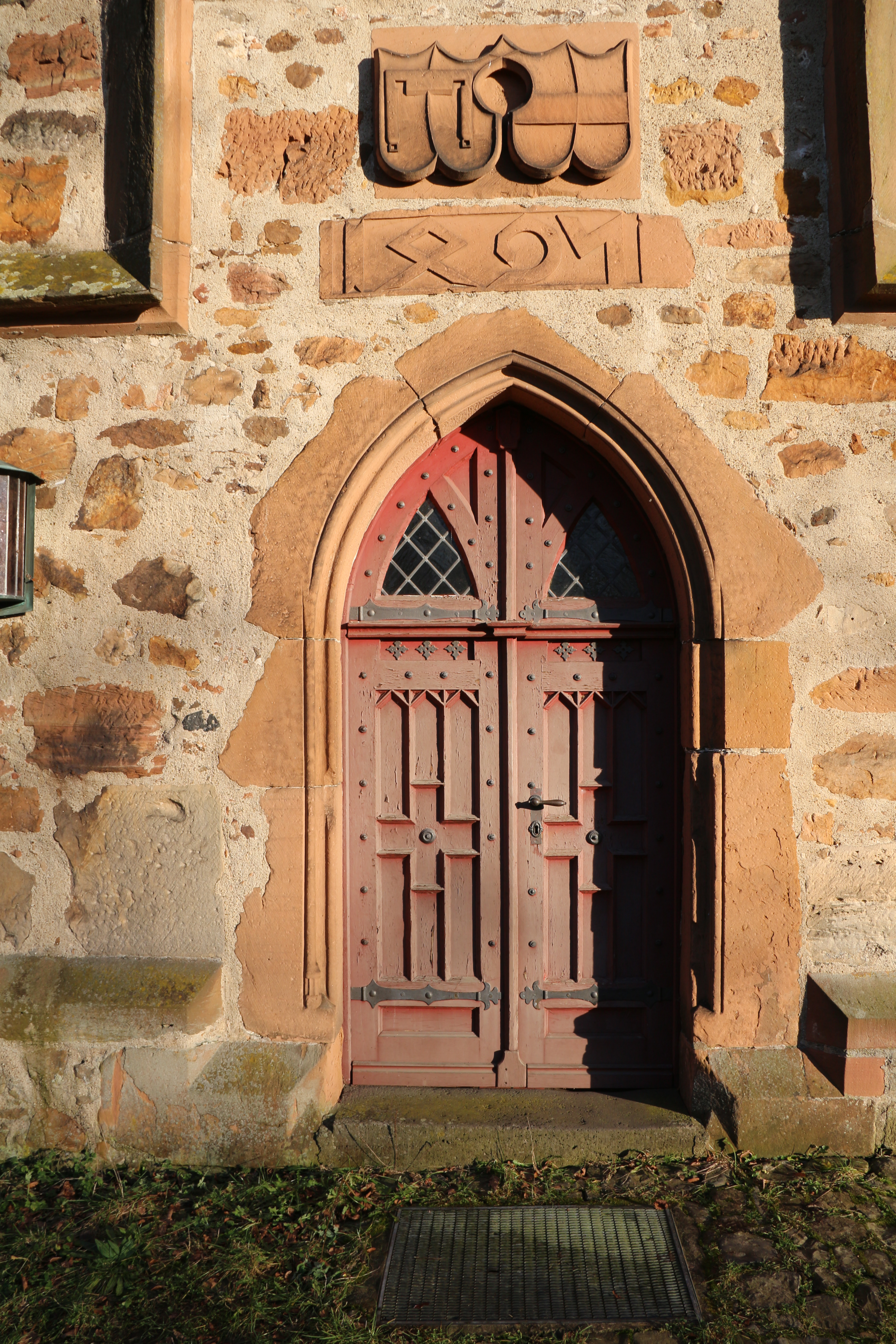
Westportal mit Bauinschrift von 1495, darüber Doppelwappen der Schabe und Rau

Vermutet wird, dass iro-schottische Mönche unter Lullus zwischen 770 und 780 eine erste hölzerne Kapelle auf der Erhebung des Kirchbergs errichteten. Wahrscheinlich wurde das Kirchspiel Kirchberg vom Erzbistum Mainz aus gegründet. Urkundlich wird im Jahr 1227 Reinherus de Kyrberg als Pleban erwähnt, der residierender Pfarrer in Kirchberg war. Kirchberg war eine Sendkirche und gehörte in kirchlicher Hinsicht zum Dekanat Amöneburg im Archidiakonat von St. Stephan im Erzbistum Mainz. Im 13. Jahrhundert zählten Daubringen, Lollar, Mainzlar, Odenhausen, Ruttershausen, Staufenberg, Salzböden, Wißmar und mehrere später aufgegebene Wüstungen zum Kirchspiel Kirchberg. Im Jahr 1237 ist Kirchberg urkundlich als Sitz des Zentgerichts in der Grafschaft Ruchesloh bezeugt. Gegenüber anderen Kirchspielen war der Ort von überregionaler Bedeutung. Papst Johannes XXII. in Avignon stellte im Jahr 1327 für die Gläubigen in Kirchberg und dem zugehörigen Wißmar einen gesiegelten Ablassbrief auf Pergament aus, was auf die Bedeutung Kirchbergs weist. Ihnen wurde für ein dreimaliges Beten des Ave Maria beim Nachtgeläut ein Ablass von 40 Tagen gewährt.
Im 15. Jahrhundert gehörten die Siedlungen Burscheid, Daubringen, Dickenbach, Heibertshausen, Kirchberg, Lollar, Mainzlar, Odenhausen, Ruttershausen, Wißmar und Salzböden zum Sendbezirk Kirchberg. Der romanische Vorgängerbau besaß ein Marien-Patrozinium, das einmal im Jahr 1483 belegt ist. Ein Altar war „Unser Lieben Frauen“ geweiht, ein anderer der heiligen Katharina und ein dritter dem heiligen Nikolaus. Als Mutter- und Sendkirche der umliegenden Ortschaften bediente Kirchberg die Sakramente, Seelsorge (cura animarum), Taufen (baptisterium), Begräbnisse (cimiterium oder sepultura) und die Zehnterhebung.
In den Jahren 1495 (Inschrift über dem Westportal) bis 1508 („MDVIII“ als gemalte Inschrift im Chorgewölbe) wurde die heutige Hallenkirche erbaut. Hierfür wurden Teile des romanischen Vorgängerbaus wiederverwendet, besonders für den Kirchturm. Bauherren und adelige Stifterfamilien waren die von Schabe zu Staufenberg,  die das Patronat innehatten, die Herren Rau von Holzhausen und von Rolshausen sowie die Familie Schutzbar genannt Milchling, deren Wappen alle mehrfach in der Kirche erhalten sind. Hinzu kamen die Herren  von Trohe und die Grafen von Ziegenhain, deren sechsstrahliger Stern zweimal am Bau erscheint.

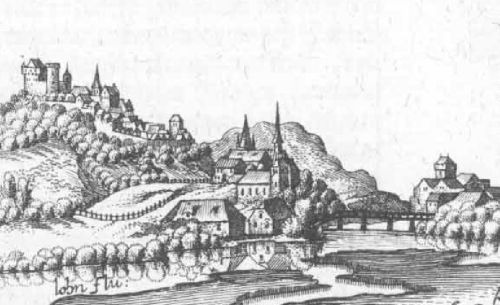
Ansicht von 1646: In der Bildmitte die heutige Ev. Kirche, rechts davon die Michaeliskapelle mit dem spitzen Turm

Die Einführung der Reformation in Kirchberg erfolgte 1527 kurz nach der Einführung in Hessen durch Philipp den Großmütigen im Oktober 1526. In Nassau-Weilburg, wozu in jener Zeit Kirchberg gehörte, setzte Philipp III. ab 1532 weitere Maßnahmen und Kirchenordnungen durch. Der letzte katholische Pfarrer Heiderich Grebe (* um 1485; † um 1536) wird als „Reformator von Kirchberg“ bezeichnet. Im Jahr 1576 gehörten nur noch Daubringen, Lollar, Mainzlar, Ruttershausen und Staufenberg zum Kirchspiel Kirchberg. Landgraf Ludwig IV. leitete das Kirchspiel im streng lutherisch-orthodoxen Sinn von 1567 bis zu seinem Tod im Jahr 1604. Anschließend wurde es Teil der Lutherischen Landeskirche Hessen-Darmstadt in der Superintendentur Gießen.
Im Jahr 1637 wurden Emporen eingebaut und die Kanzel in diesem Zuge oder spätestens im 18. Jahrhundert von der östlichen Säule an den Chorbogen versetzt. Die dem Erzengel Michael geweihte Kapelle auf dem Friedhof, die einen höheren Turm als die Kirche hatte, wurde nach Einführung der Reformation aufgegeben. Zeitweise diente sie als Beinhaus, das zuletzt im Jahr 1699 erwähnt wurde und mutmaßlich mit der Kapelle zu identifizieren ist. Das jetzige Pfarrhaus wurde im Jahr 1718 anstelle des Pfarrhauses von 1594 errichtet.

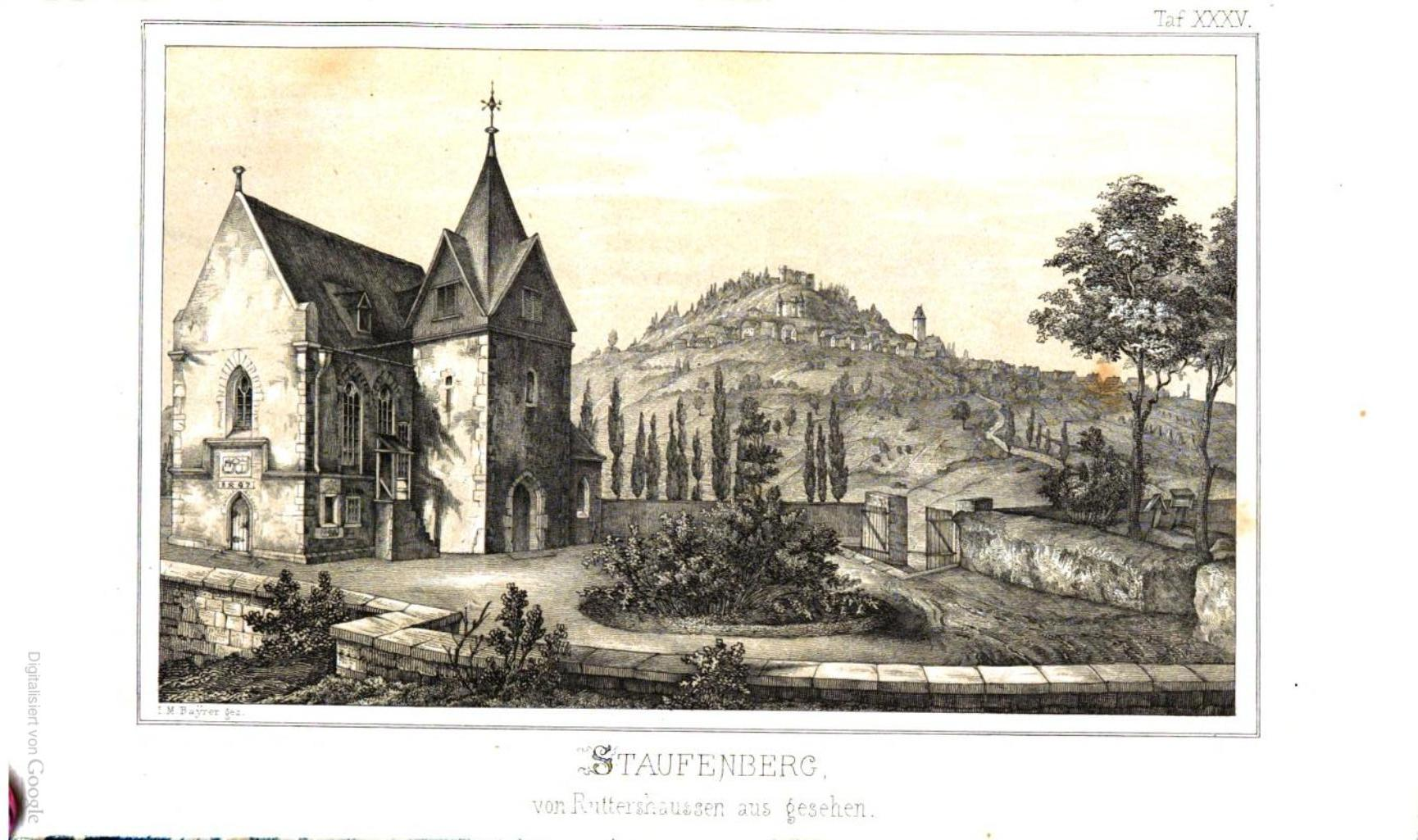
Kirche um 1850 mit Blick auf Staufenberg

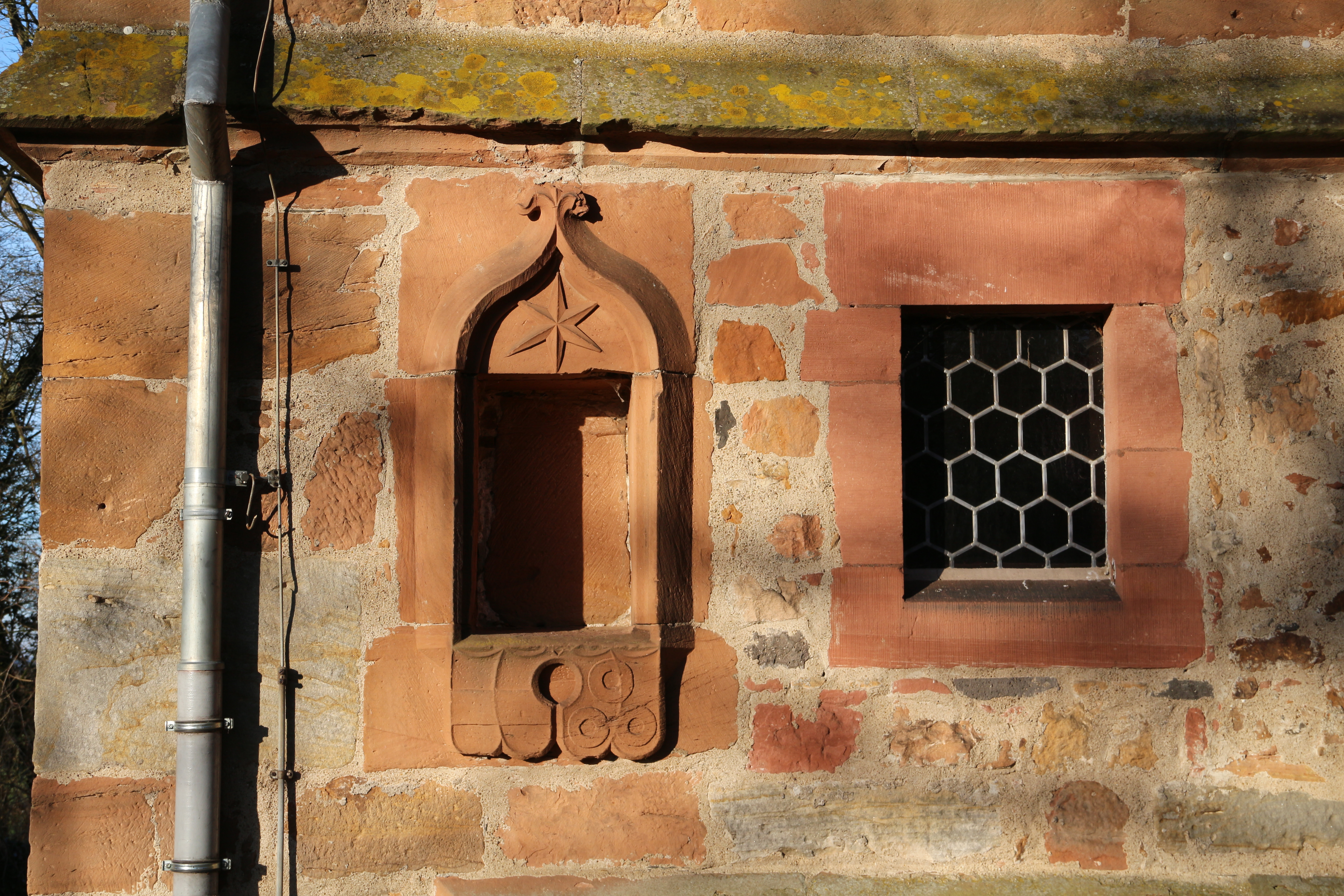
Sakramentsnische in der westlichen Südseite mit dem Stern von Ziegenhain im Bogenfeld und unten den Wappen von Rau und Scheuernschloss

Im Jahr 1746 folgten einige Veränderungen und Umbauten. Im Chor wurde eine Orgelempore eingebaut und die Orgel dorthin umgesetzt. Um den unteren Bereich besser zu belichten, wurden das südliche Chorfenster verlängert und ein hochrechteckiges Fenster in der Südwestecke rechts der Sakramentsnische eingebrochen. Für die Emporen im Schiff wurde ein Außenzugang an der Südseite mit einem Mauerdurchbruch geschaffen. Der gotische Taufstein gelangte in den Pfarrgarten. Bei der Erneuerung des Dachwerks im Jahr 1840 wurde die Fahne von Kloster Arnsburg auf der Dachspitze angebracht. Nach 1871 wurde die Sakramentsnische aus dem Chor entfernt und in der südlichen Außenwand eingemauert. 1926 fand eine eingreifende Innenrenovierung unter Leitung von Heinrich Walbe statt. Sie hatte die Wiederherstellung des ursprünglichen Zustands zum Ziel und legte den Chor wieder frei. In diesem Zuge wurde der „Friedelhäuser Stuhl“ entfernt, der bis 1926 auf der Empore in der Turmhalle stand. Seine Brüstungen wurden für die neue, schmalere Turmempore wiederverwendet. Bis zu dieser Zeit war die Turmhalle vollständig mit Emporen ausgefüllt. An der Ostseite des Chors wurde ein schlichtes Gestühl in zwei Reihen und zum neuen Aufstellungsort der Orgel am Ostende der Nordempore eine neue Treppe eingebaut. Die Außentreppe zur Südempore wurde entfernt und das rechteckige Südfenster neben der Sakramentsnische verkleinert. Die Fenster im Schiff erhielten die 1746 entfernten Mittelpfosten wieder und das südliche Chorfenster seine ursprüngliche Größe. Otto Linnemann aus Frankfurt am Main gestaltete die drei farbigen Glasfenster im Chor.
Bei der Umorganisation der Evangelischen Landeskirche von Hessen und Nassau schuf man 1950 als Teil des Visitationsbezirks Oberhessen ein neues Dekanat Kirchberg, das mit dem alten Kirchspiel nur den Namen gemeinsam hat. Denn es umfasst nicht nur das untere, sondern auch das mittlere Lumdatal sowie die Wiesecker Talschaft. Am 31. August 1976 wurde eine selbstständige Kirchengemeinde Kirchberg-Rutterhausen eingerichtet. Zum 1. Januar 2022 ging das Dekanat Kirchberg mit den Nachbardekanaten Grünberg und Hungen im neuen Dekanat Gießener Land auf.
Renovierungsarbeiten der Kirchberger Kirche wurden von 1963 bis 1965 durchgeführt. Der Taufstein wurde wieder in der Kirche aufgestellt, das Dach neu geschiefert, die ursprüngliche farbliche Fassung des Innenraums wiederhergestellt und auf ein elektrisches Heizsystem umgestellt. Weitere Innensanierungen von 2002 bis 2004 umfassten den Einbau einer neuen Warmwasserheizung und neuer Leuchtkörper, eine Elektrosanierung, eine Reinigung der Innenwände und eine Putzsanierung sowie eine Renovierung der Orgel.

## Architektur

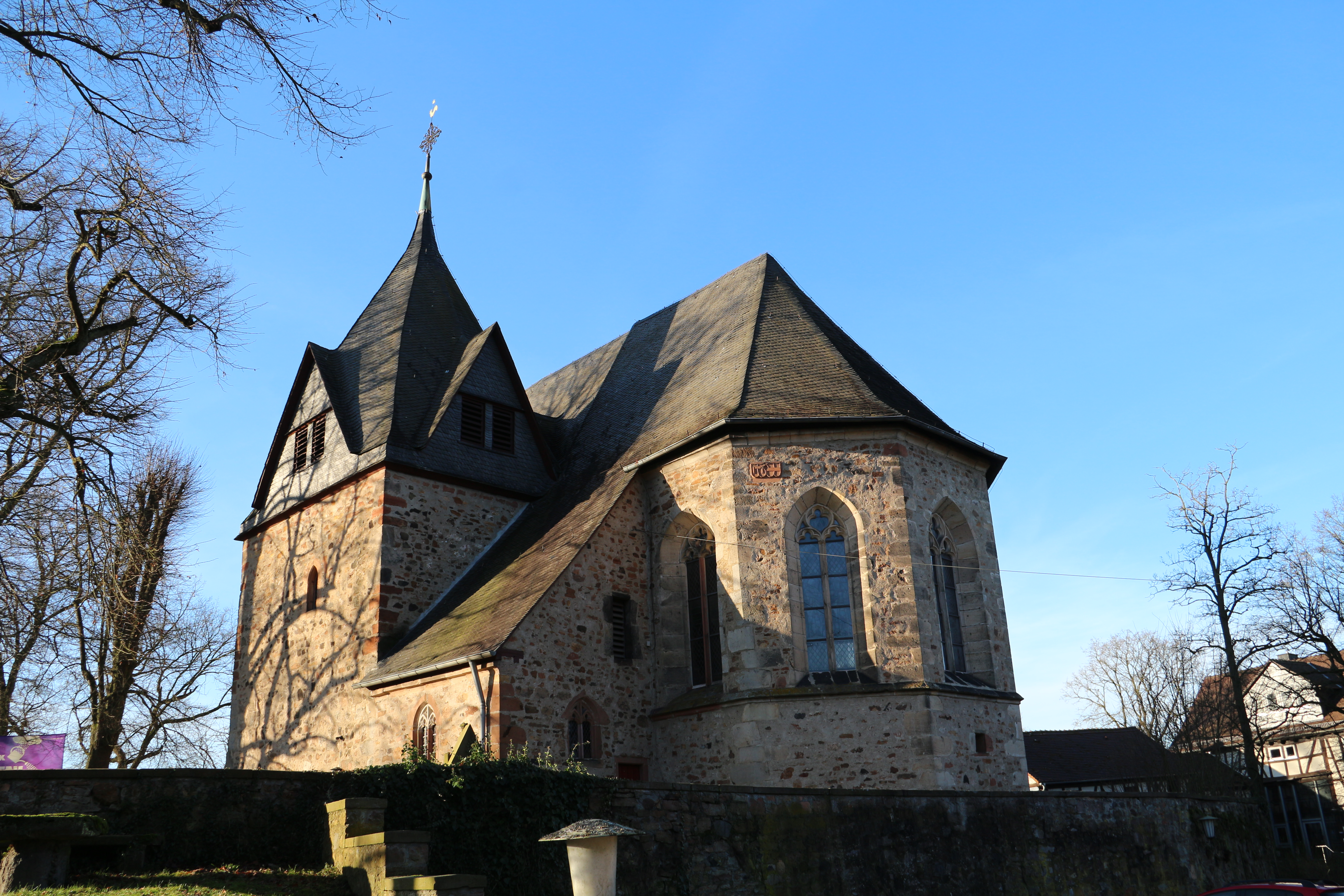
Kirche mit südlichem Flankenturm und Ostchor

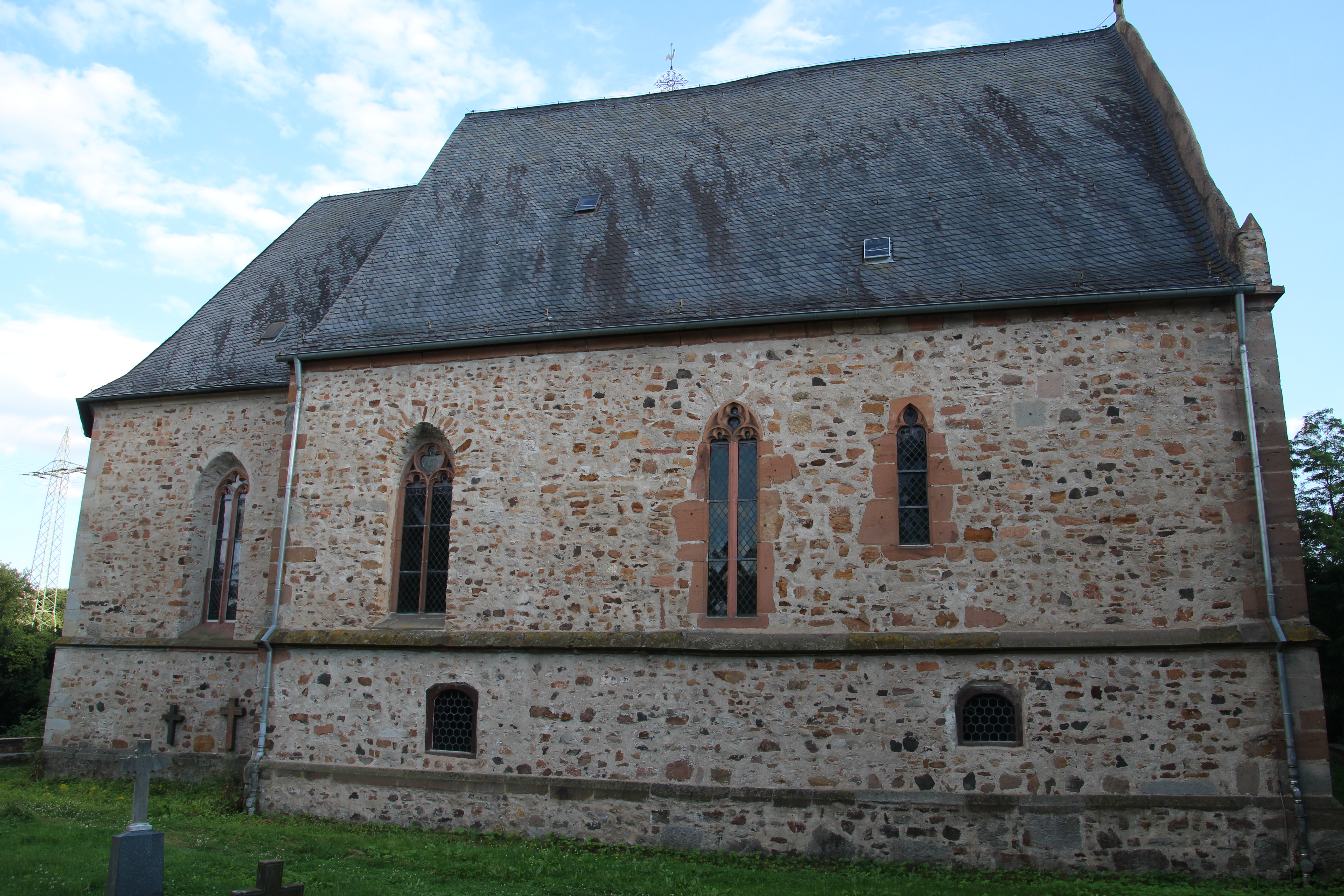
Kirche von Norden

Die geostete Kirche wird im Norden vom 1718 erbauten Pfarrhof (Fachwerkbau) und an der Südseite durch einen baumbestandenen Kirchhof umgeben. Die Friedhofsmauer umschloss bis zum Jahr 1840 das gesamte Areal, das sich südlich noch weiter erstreckte. Die Kirche besteht aus vier Baukörpern, dem zweischiffigen Langhaus, dem eingezogenen Chor, dem Flankenturm und dem Sakristeianbau. Ein Nordfenster ist einteilig, ein Westfenster dreiteilig. Die ansonsten zweiteiligen Spitzbogenfenster mit Maßwerk sind unterschiedlich gestaltet.
Beim Bau der spätgotischen Hallenkirche wurde der romanische Turm vom Vorgängerbau übernommen oder umgebaut. Ursprünglich fand der Turm in nord-südliche Richtung seine Fortsetzung, worauf Mauerreste hinweisen. Das kleine Rundbogenfenster in der Ostseite und ein Profilkämpfer beim Choranbau stammen noch aus romanischer Zeit. Die zweischiffige Halle und der polygonale Chor wurden im spätgotischen Stil neu errichtet. Beide werden von einem Satteldach abgeschlossen. Entgegen dem damals üblichen Vorgehen baute man die neue Kirche von Westen nach Osten, wie die Jahreszahlen am Bau bekunden. Zunächst wurde das Schiff abgebrochen und das neue zweischiffige Langhaus errichtet. Während der Bauzeit wurde der alte Chor weiter für gottesdienstliche Zwecke genutzt. In einem zweiten Bauabschnitt wurde der alte Chor abgetragen und der neue gotische Chor geschaffen. Eine Fachwerkwand am östlichen Ende des Langhausdaches diente dazu, den Dachraum während der Bauarbeiten am Chor zu verschließen.
Am Schiff wurde für die Gliederungselemente roter Sandstein, am Chor grauer Sandstein verwendet. Für den Turm und die Sakristei kamen beide Steinarten zum Einsatz. Schiff und Chor weisen einen Sockel auf, der sich bei dem älteren Turm nicht findet. Ein Steingesims leitet zum Kirchendach über, während der Turm ein hölzernes Gesims hat. Am Westende der südlichen Außenmauer ist eine Sakramentsnische eingelassen, die um 1500 datiert wird und ursprünglich im Chor angebracht war. Das spitzbogige Westportal hat ein profiliertes Gewände aus rotem Sandstein, über dem zwei Tafeln mit der gotischen Bauinschrift von 1495 und mit dem Doppelwappen der Schabe und Rau eingelassen sind. Drei große Rundpfeiler mit Konsolen und die entsprechenden Wanddienste und Wandkonsolen tragen acht Kreuzrippengewölbe in vier Jochen unterschiedlicher Breite. Während die beiden Ostjoche annähernd quadratisch sind, sind die beiden Westjoche etwas tiefer und schmaler. Das nördliche Schiff ist etwas schmaler als das südliche. Zwei Gewölbekonsolen im Westen tragen die Doppelwappen von Rolshausen/Milchling. Vor dem Chorbogen trägt der Schlussstein das Wappen der Milchling, im Nordosten das Wappen der Rolshausen. Die drei südwestlichen Schlusssteine sind unbelegt, die drei Gewölbe im Nordwesten kreuzen sich ohne Schlussstein.
Die ungewöhnliche seitliche Stellung des niedrigen Turms an der Südseite liegt in dem romanischen Vorgängerturm begründet. Ein vergleichbarer Flankenturm ist im Kreis Gießen nur noch von Treis an der Lumda bekannt. Vier starke Pfeiler flankierten ursprünglich breite Öffnungen im Untergeschoss, die sekundär vermauert wurden. In vorreformatorischer Zeit wurden in der Turmhalle wahrscheinlich Taufen durchgeführt. An der nördlichen und östlichen Seite finden sich noch romanische Reste und Kämpferplatten, ein kleines romanisches Rundbogenfenster an seiner Ostseite. Der verschieferte Turmhelm geht aus vier Dreiecksgiebeln in ein Pyramidendach über, das die Kirche vier Meter überragt.
Der Chor auf annähernd quadratischem Grundriss mit 3/8-Abschluss ist an der Ostseite des etwas breiteren Südschiffs angebaut. Ein Netzgewölbe überspannt den Chor, dessen Rippen auf 3/4-Diensten mit Konsolen und den Stifterwappen ruhen. Ein großer spitzbogiger Triumphbogen öffnet den Chor zum Schiff. Oberhalb des mittleren Chorfensters sind die drei Wappen der Schabe, Rolshausen und Rau zu sehen. Vor dem Chorbogen trägt der Schlussstein das Wappen der Milchling, im Nordosten das Wappen der Rolshausen. In der Südwand zeigt eine Gewölbekonsole das Wappen der Schabe, in der Nordwand eine Gewölbekonsole das Wappen der Rolshausen. Ein Doppelwappen der Schabe und Rau ist außen im Südosten des Chors unterhalb des Dachgesimses eingelassen.
Nach Fertigstellung der Kirche entstand in der ersten Hälfte des 16. Jahrhunderts, wahrscheinlich noch in vorreformatorischer Zeit, der Sakristeianbau östlich vom Turm und südlich vom Chor unter einem abgeschleppten Dach.

## Ausstattung

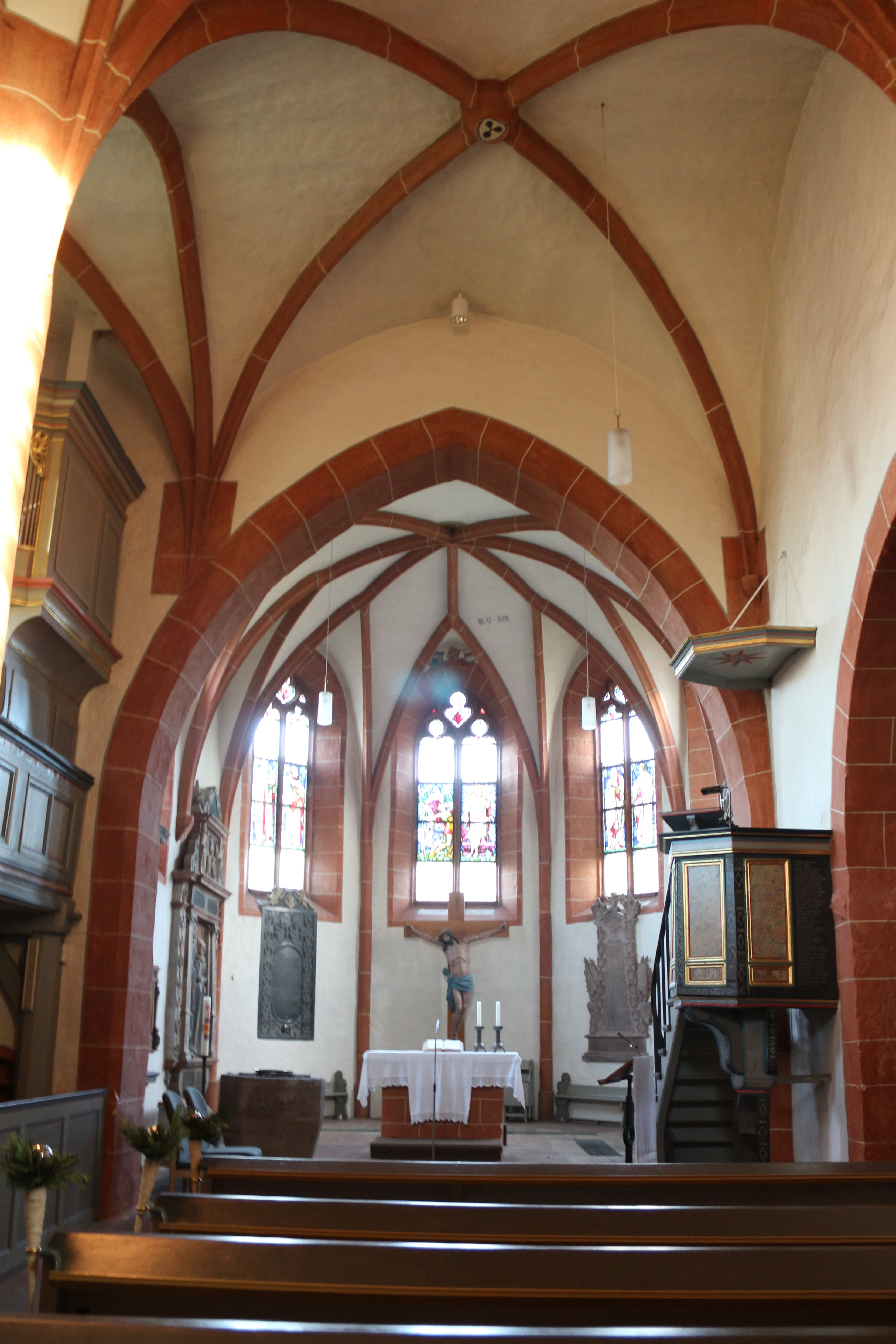
Kanzel und Chor

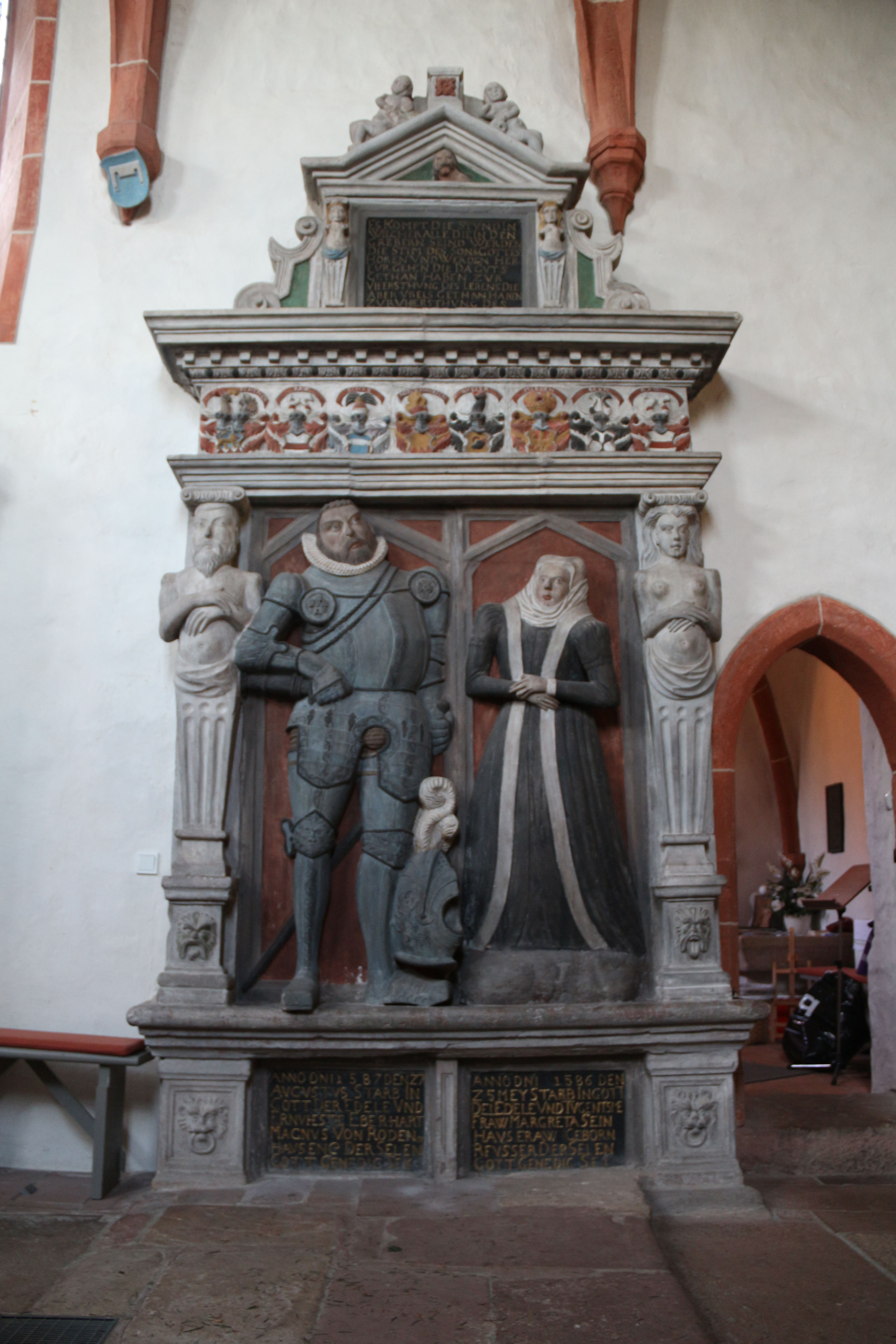
Grabdenkmal für Eberhart Magnus von Rodenhausen und Frau Margarete v. Buseck

Die schlichte quadratische Kanzel an der Südecke des Triumphbogens wurde im 17. Jahrhundert geschaffen. Sie hat profilierte Füllungen in den Feldern  und einen kleinen, polygonalen Schalldeckel. Aus der Zeit des Emporeneinbaus im Jahr 1637 stammen die kleinen Fenster unter der Empore, die statt steinerner Gewände Holzzargen haben.
Auf dem aufgemauerten Altar ruht eine mittelalterliche, gekehlte Platte (1,76 × 1,05 × 0,33 Meter). Das spätgotische, lebensgroße Kruzifix auf dem Altar diente ursprünglich als Triumphkreuz. Der achteckige Taufstein aus Sandstein ist ebenfalls spätmittelalterlich. Er hat einen Durchmesser von 0,99 Meter und eine Höhe von 0,61 Meter.
Von dem 1926 entfernten „Friedelhäuser Stuhl“ auf der Turmempore sind an der Südseite die Brüstungsmalereien hinter dem Turmbogen erhalten. Das Allianzwappen bezieht sich offensichtlich auf die 1628 geschlossene Ehe des Caspar Reinhard von Weitolshausen genannt Schrautenbach mit Anna Elisabeth von Nordeck zur Rabenau. Die ovale Malerei zeigt die Wappen in einem Blätterkranz, der von zwei flankierenden Löwen gehalten wird. Auf der kleinen Westempore ist das Wappen von Staufenberg angebracht, das bis 1926 den Herrenstuhl im Seitenschiff zierte.
Drei farbig gefasste Renaissancegrabmäler aus der Zeit um 1600 zeigen figürliche Darstellungen biblischer Szenen, antikisierende Ornamente und Wappen. Die Epitaphe waren ursprünglich im Boden eingelassen, wurden aber bei einer Restaurierung im Jahre 1840 an den Wänden in der Kirche verteilt angebracht, nachdem sich der Kirchenboden über den Gräbern gesenkt hatte. Im Chor gibt es fünf Grabdenkmale, darunter drei Doppelsteine:
- Denkmal des hessischen Hofmarschalls Friedrich von Rolshausen († 1564) in Rüstung und seiner Gemahlin Anna von Ehringshausen († 1582) an der Nordwand über Sockel mit zweispaltiger Schrifttafel. Lebensgroßes Ehepaar zwischen ornamentierten Pilastern, außen Wappenreihen, Architrav mit zwei Schrifttafeln, darüber Darstellung der Auferstehung mit zwei kleinen Schrifttafeln, seitlich vermittelndes Beschlagwerk, bekrönender Giebel, 2,60 Meter breit, etwa 5 Meter hoch.
- Denkmal des Eberhart Magnus von Rodenhausen († 1587) in Rüstung und seiner Frau Margarete geb. v. Buseck gen. Ruesser († 1586) an der Südwand. Lebensgroßes Ehepaar über zwei Schrifttafeln, flankiert von zwei Hermen, Architrav mit Wappenfries, bekrönt von einer Schrifttafel mit Giebel, 2,25 Meter breit, etwa 4,50 Meter hoch.
- Denkmal des Philipp von Rodenhausen († 1605) in Rüstung und seiner Gemahlin Elisabeth von Schwalbach  († 1613), an der Nordwand über Sockel und zwei Schrifttafeln. Lebensgroßes Ehepaar zwischen zwei Pilastern, außen Wappenreihen, Architrav mit zwei breiten Schrifttafeln, darüber Darstellung der Kreuzigung und bekrönende dreipassförmige Schrifttafel. In den Ecken des Aufbaus vermittelt ornamentiertes Beschlagwerk. 2,75 Meter breit, etwa 5 Meter hoch.
- Marmortafel für Anna Augusta von Selle und Friedelhausen geb. Wolffen von Gutenberg († 1699) an der Nordostwand, ovale Schrifttafel, gerahmt von Wappenreihen, unten Totengebeine, beschädigte Bekrönung mit zwei Putti, 1,02 Meter breit, 2,35 Meter hoch.
- Epitaph des Benedictus von Düring († 1732), fürstlicher hessischer Oberstlieutenant, vermählt mit Luise von Selle uff Friedelhausen an der Südostwand. Über dem Sockel verjüngt sich der Schriftstein, der von Wappenreihen flankiert wird, Strahlenkranz im Rundbogen, darüber Putto zwischen zwei Wappen. Seitlich ragen Fahnen hervor. 1,25 Meter breit, 2,60 Meter hoch.

## Orgel

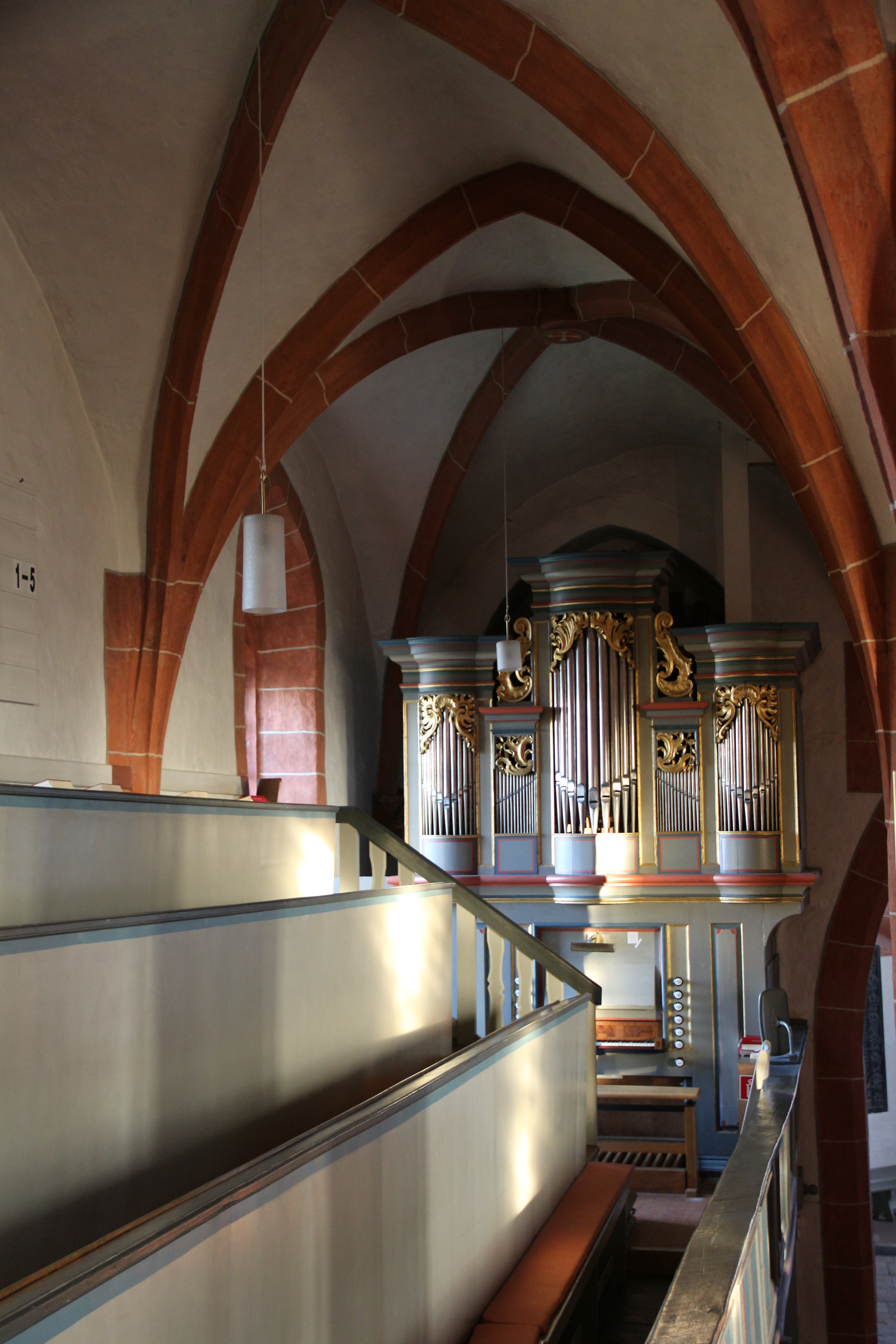
Rokoko-Orgel von 1777

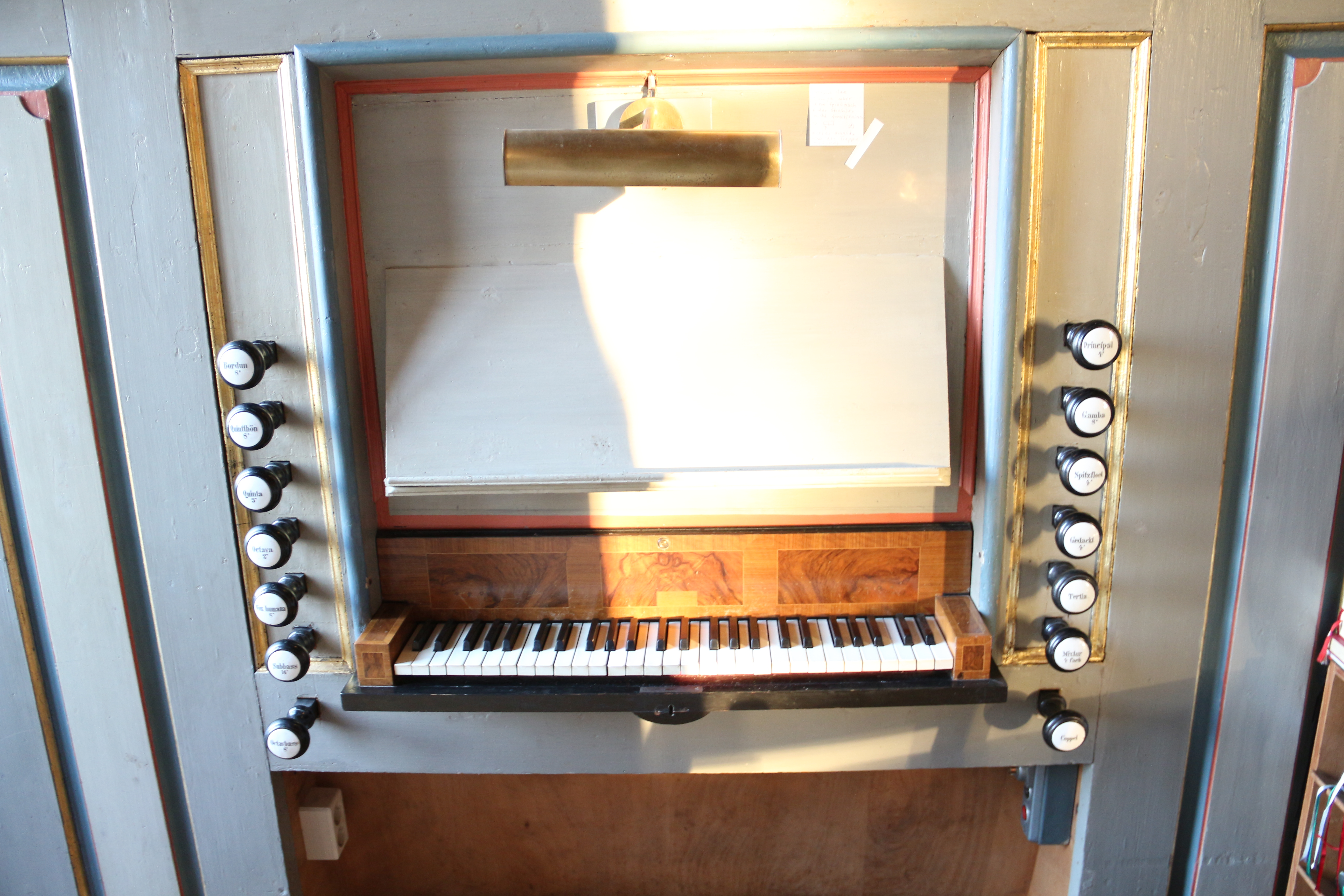
Spieltisch

Seit 1926 steht die Rokoko-Orgel von 1777 auf der Nordempore. Sie wurde wahrscheinlich von Johann Andreas Heinemann errichtet. Die spätbarocke Orgel wurde 1968 durch Förster & Nicolaus modernisiert und die Tonhöhe der Orgel um einen Halbton verändert. Eine Restaurierung durch die Licher Orgelbaufirma im Jahr 2004 orientierte sich wieder am ursprünglichen Zustand. Der Prospekt ist fünfachsig gestaltet mit einem überhöhten mittleren Rundturm und zwei runden Seitentürmen, die durch niedrige Flachfelder verbunden werden. Die Pfeifenfelder werden nach oben und auf dem Gehäuse über den beiden Flachfeldern durch vergoldete Rocaillen abgeschlossen. Das einmanualige Instrument verfügt über 13 Register, die zum großen Teil auf Heinemann zurückgehen. Der Spieltisch ist eingebaut und hat an beiden Seiten je sieben Registerzüge. Die Disposition lautet:
| I Manual C–e3 |    |
| Bordun        | 8′ |
| Quintthön     | 8′ |
| Gamba         | 8′ |
| Principal     | 4′ |
| Spitzfloet    | 4′ |
| Gedackt       | 4′ |
| Quinta        | 3′ |
| Octava        | 2′ |
| Tertia        |    |
| Mixtur IV     |    |
| Vox humana    | 8′ |

| Pedal C–d1 |     |
| Subbass    | 16′ |
| Octavbass  | 8′  |

- Koppeln: I/P

## Glocken
Der Kirchturm beherbergt ein Dreiergeläut, das aus dem romanischen Vorgängerbau übernommen wurde. Die Glocken stammen aus den Jahren 1310, 1380 und 1432 und erklingen annähernd im Dur-Dreiklang.
| Nr. | Gussjahr | Durchmesser (mm) | Schlagton | Inschrift | Bild |
| 1   | 1380     | 1050             | gis1(-)   | „orex glorie cristi veni cum pace anno domini mo ccco l xxx ipso die viti me f[udit] iohannes wydekyndy de marporg maria“ |      |
| 2   | 1310     | 830              | h1(+)     | „DVM TRAHOR AVDITE VOCO VOS AD SACRA VENITE VIII C A DNI M CCC X XI ID’ AVGVSTI“                                          |      |
| 3   | 1432     | 700              | e2(-)     | „ave maria gracia plena dominus tecum [Kreuzigungsgruppe] [Tier, Lilie] anno doy mo cccco xxxiio yn dye vrbany ppae“      |      |

## Pfarrer
In vorreformatorischer Zeit sind nur einige Pfarrer nachgewiesen.
- 122700000: Reinherus, Pleban
- 134700000: Johann von Bernhartisburg
- 148300000: Nikolaus Arnold
- 148700000: Johann Heylige, Altarist

Seit der Reformationszeit sind die Pfarrer lückenlos bezeugt.
- 1515–1536: Heyderich Grebe, unter ihm wird die Reformation eingeführt
- 1536–1564: Johannes Girwig
- 1564–1611: Georg Halbwinner aus Fredeberg in Westfalen, Grabstein in der Sakristei erhalten
- 1611–1612: Kaspar Halbwinner, Sohn des Georg Halbwinner
- 1612–1636: Gerhard zur Avest aus Riga, Studium in Rostock und Gießen, Pfarrer in Lützellinden und Büdesheim (Wetterau)
- 1636–1677: Johann Daniel Trygophorus (deutsch „Hefenträger“) aus Wildungen, Schwiegersohn seines Vorgängers Gerhard zu Avest, vorher Pfarrer in Wildungen und Hofprediger in Gießen
- 1678–1715: Johann Christoph Trygophorus, Sohn seines Vorgängers, Vikariat bei seinem Vater
- 1715–1742: Johann Lorenz Dieffenbach, aus Bechtolsheim in Rheinhessen, Feldprediger, Vater von 10 Kindern
- 1743–1761: Johann Dietrich Römheld, aus einer Marburger Kaufmannsfamilie
- 1761–1778: Johann Georg Selzam, aus Altenbuseck, bei seinem Vater dort Diakon, Schwager seines Vorgängers und Schwiegersohn seines Vorvorgängers. 1778–1779 verwaltet sein Sohn die Pfarrstelle.
- 1779–1804: Heinrich Dieter Gebhard aus Butzbach, Adjunkt (Hilfspfarrer) in Alsfeld, Pfarrer in Nieder-Rosbach. 1794–1804 ist sein Sohn Georg Ludwig Gebhard sein Adjunkt
- 1805–1849: Johann Georg Ludwig Klingelhöffer, einer der bedeutendsten Pfarrer des Kirchspiels. 1772 geboren in Biedenkopf als Sohn eines Amtmanns und Regierungsrates, Studium in Gießen, 1794–1804 Bergprediger in Thalitter. Seine Vikare in Kirchberg waren Friedrich Heinrich Welcker, Wilhelm Nebel (Verfasser einer Kirchberger Chronik) und Ludwig Bang. Klingelhöffer hatte sechs Kinder, zwei seiner Söhne zogen nach Amerika. Er impfte über 600 Kinder gegen die Blattern und veröffentlichte darüber mehrere Aufsätze im Reichsanzeiger. 1844 wurde er Kirchenrat, er starb 1854 in Gießen.
- 1855–1871: Wilhelm Klöpper aus Sprendlingen, Vikar in Offenbach, Pfarrer in Wenings
- 1872–1884: Friedrich Heinrich Welcker, vormalig Vikar in Kirchberg, dann Pfarrer in Watzenborn und Allendorf/Lumda
- 1885–1896: Heinrich Heintze aus Hartmannshain, Vikar in Queckborn, Verwalter in Herbstein, Gelnhaar und Usenborn, Pfarrer in Lißberg und Gettenau bei Büdingen
- 1896–1936: Ludwig Gußmann aus Hirzenhain, Sohn des Bürgermeisters Johann Gußmann, Pfarrverwalter in Gettenau, Dekan des Dekanats Gießen. Sein Grab hinter der Kirchberger Kirche ist erhalten.
- 1936–1947: Friedrich Metzler aus Gau-Odernheim, Pfarrassistent in Alzey, ging 1947 nach Wiesbaden, verfasste die Festschrift „Unser Kirchspiel“ zur 700-jährigen urkundlichen Ersterwähnung 1927.
- 1947–1957: Wilhelm Krämer, vorher Pfarrer in Ober-Breidenbach
- 1957–1975: Heinz Simon geb. 1911 in Ober-Mossau (Odenwald), Pfarrassistent in Mümling-Crumbach, Pfarrer in Güttersbach; gest. 1976.
- 1977–1980: Rolf Boge, ging 1980 nach Frankfurt am Main
- 1980–1994: Martin Breidert geb. 1946 in Erzhausen bei Darmstadt. Studium in Tübingen, Mainz und Marburg, Pfarrvertreter in Groß-Eichen und Freienseen, 1978–1980 im Dienst der Presbyterianischen Kirche Ghanas in Westafrika tätig. Seine Ehefrau Ellen Hojgaard Breidert geb. Jensen ist Pfarrerin der Kirchengemeinde Kirchberg-Ruttershausen.
- 1995–1999: Uwe Martini teilt sich mit seiner Frau Jutta Martini die Aufgaben von Kirchberg-Ruttershausen und der Kirchengemeinde Kirchberg I/Staufenberg.
- 1995–2020: Jutta Martini ist die Pfarrerin von Kirchberg für die Kirchengemeinde Staufenberg (Kirchberg I).
- 1999–2004: die als halbe Pfarrstelle ausgewiesene Pfarrstelle Kirchberg-Ruttershausen ist vakant. Carl Heinz Alsmeier übernimmt die Vertretung der Pfarrstelle von Kirchberg-Ruttershausen.
- 2008–2018: Andreas Lenz ist Pfarrer von Kirchberg für die Kirchengemeinde Kirchberg-Ruttershausen.
- Seit 20180: Traugott Stein ist Pfarrer der Kirchengemeinde Ruttershausen und Daubringen (Kirchberg II).
- Seit 20210: Sarah Kiefer ist Pfarrerin für Staufenberg und Mainzlar (Kirchberg I). Ab November 2023 ist sie stellvertretende Dekanin im Dekanat Gießener Land im Umfang einer halben Stelle.